# Rio Iraí

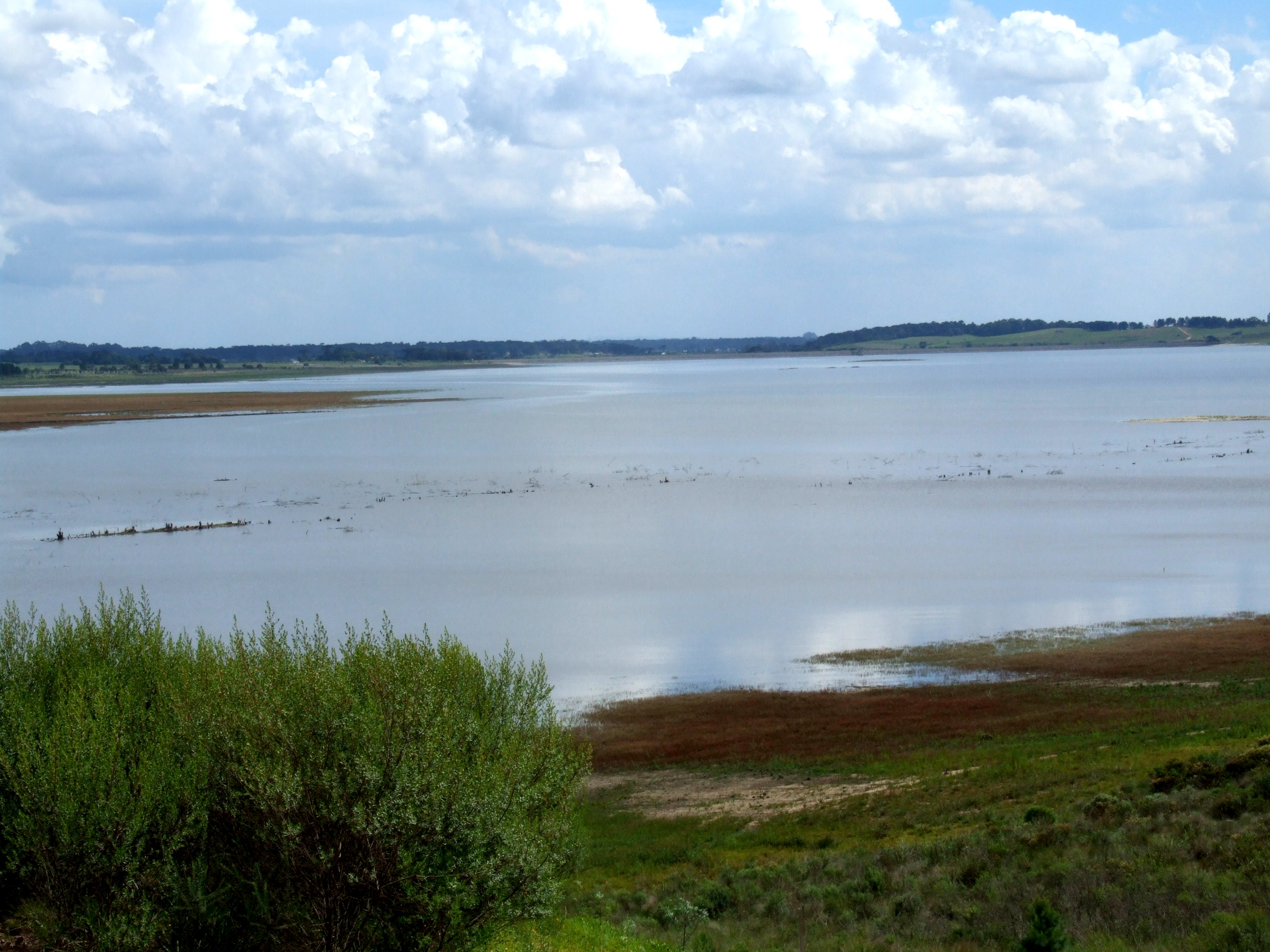
Represa do Iraí, no município de Quatro Barras, Paraná, Brasil.

O rio Iraí é um afluente do rio Iguaçu, nasce com o nome de rio Irazinho na borda ocidental da serra do Mar, no município de Piraquara, na Região Metropolitana de Curitiba. Ao receber as águas do rio Palmital no município de Pinhais o Rio Irazinho passa a denominar-se rio Iraí. No município de Curitiba, o rio Iraí recebe as águas do rio Atuba, passando esta confluência a ser conhecida como o marco zero do rio Iguaçu. O rio Iraí atravessa áreas bastante povoadas nos municípios paranaenses de Piraquara e Pinhais, onde recebe uma razoável carga de esgotos domésticos da Região Metropolitana de Curitiba.